# Spracherhaltungsprogramm

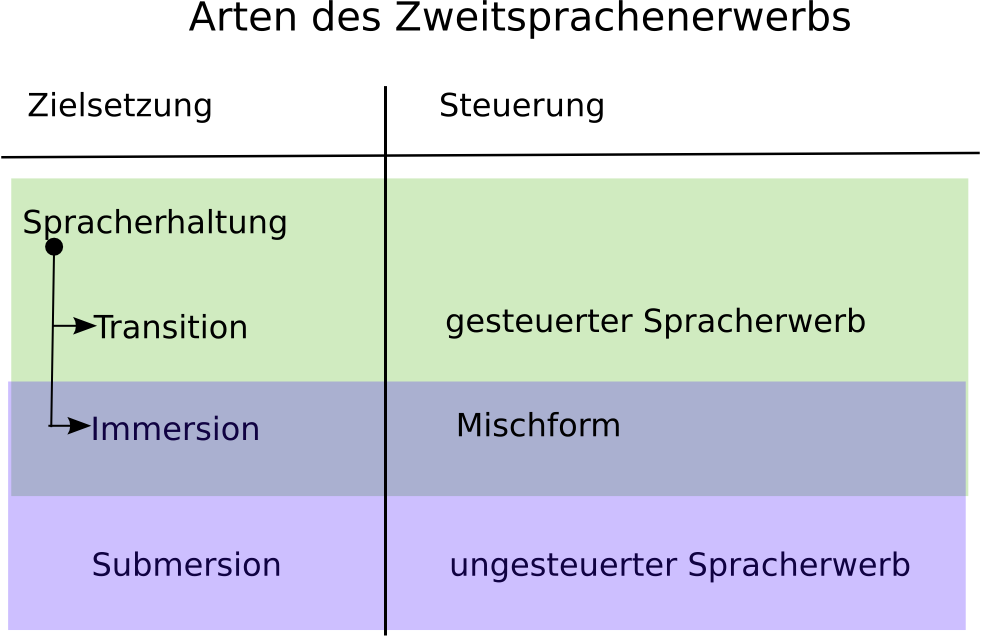
Zweitsprachenerwerbsarten

Im Rahmen eines Spracherhaltungsprogrammes erlernen Kinder aus sprachlichen Minoritäten intensiv sowohl ihre  Erstsprache als auch die Fremdsprache.
Dieser fördernde Ansatz aus der Spracherwerbsforschung ist nach Stand der Forschung weitaus besser als andere sprachpädagogischen Konzepte, die sich allein oder in der Hauptsache auf die Vermittlung der Standardvarietät konzentrieren. Trotzdem finden Spracherhaltungsprogramme (wie auch Transitionsprogramme, Sprachbad und Gesteuerter Spracherwerb) kaum Anwendung in den großen Einwanderungsländern. Diese bedienen sich eher der Submersionsprogramme, in deren Mittelpunkt die Standardvarietät steht und unterstützen den Sprachwechsel nicht weiter.
Hintergrund der Spracherhaltungsprogramme sind etwa die Ergebnisse von Jim Cummins, die belegen, dass eine mangelhafte Ausbildung im Muttersprachlichen Unterricht bis zum Schuleintritt oder in der Fremdsprache während der Schulzeit die kognitive und sprachliche Entwicklung der Auszubildenden etwa durch doppelseitige Halbsprachigkeit enorm zu schädigen vermag.
Einwanderungsländer wie Schweden und Kanada setzen auf die bilingualen Transitionsprogramme (lat. transire hinübergehen) und fördern den Bilingualismus. Dabei lernen Kinder aus sprachlichen Minoritäten zunächst in den meisten oder allen Schulfächern in ihrer Erstsprache (S1) und erhalten parallel dazu intensive Förderkurse in der Standardvarietät als Fremdsprache (S2) (die meistens Zweitsprache, manchmal auch Drittsprache ist). Sobald sie sich die neue Sprache ausreichend angeeignet haben, wechselt die Schulsprache (Language of instruction) zur Standardvarietät.
Weitere Beispiele für Spracherhaltungsprogramme sind die Immersionsprogramme (Sprachbad), die in Neuseeland üblich sind.
Das Gegenmodell der Spracherhaltungsprogramme ist das Submersionsprogramm (lat. sub unter, mergere hineinstecken). Hier lernen Kinder aus sprachlichen Minderheiten in der Schule überwiegend oder ausschließlich die Standardvarietät. Die Minderheitensprache bleibt vorwiegend im schulischen Konzept unbeachtet. Die meisten Einwanderungsländer wie etwa die USA und Deutschland haben Submersionsprogramme im Lehrplan eingeflochten.

## Zitate
- „Die Systematik muß [...] individuell [also für jedes einzelne Kind] gefunden werden.“ (Hans Brügelmann)

## Web
- Zweisprachiger Unterricht für ein zweisprachiges Friesland?